# Пљанчор
Пљанчор (алб. Plançor) је насељено место у општини Ђаковица, на Косову и Метохији. Према попису становништва из 2011. у насељу је живело 613 становника.

## Становништво
Према попису из 2011. године, Пљанчор има следећи етнички састав становништва:
| Националност | 2011.        |
| Албанци      | 484 (78,95%) |
| Египћани     | 127 (20,73%) |
| Ашкалије     | 1 (0,16%)    |
| Бошњаци      | 1 (0,16%)    |
| Укупно       | 613          |

| Демографија | Демографија | Демографија |
| Година      | Становника  | Становника  |
| ----------- | ----------- | ----------- |
| 1948.       | 168         |             |
| 1953.       | 217         |             |
| 1961.       | 280         |             |
| 1971.       | 413         |             |
| 1981.       | 498         |             |
| 1991.       | 523         |             |
| 2011.       | 613         |             |